# Antoni Hutorowicz
Antoni Hutorowicz herbu Hutor – sędzia ziemiański zawilejski w 1793 roku, sędzia grodzki oszmiański w latach 1780–1793, podstarości oszmiański w latach 1763–1776, poseł z powiatu oszmiańskiego na sejm 1766 roku.
Był elektorem Stanisława Augusta Poniatowskiego w 1764 roku.